# Bag de røde porte
Bag de røde porte er en dansk film fra 1951.
- Manuskript Fleming Lynge.
- Instruktion Asbjørn Andersen og Jens Henriksen.

Blandt de medvirkende kan nævnes:
- Ib Schønberg
- Lily Broberg
- Asbjørn Andersen
- Grethe Holmer
- Louis Miehe-Renard
- Hannah Bjarnhof
- Ellen Gottschalch
- Erika Voigt
- Ellen Jansø
- Preben Lerdorff Rye
- Ellen Margrethe Stein
- Knud Hallest
- Katy Valentin
- Anna Henriques-Nielsen
- Ole Monty
- Henry Nielsen
- Carl Ottosen
- Henrik Wiehe
- Jakob Nielsen
- Emil Hass Christensen